# EBMG
Evidence-Based Medicine Guidelines (EBMG) (Клинические руководства на основе доказательной медицины) — международная информационная система поддержки врачебных решений. Представляет собой постоянно обновляемые клинические руководства по диагностике и лечению заболеваний для повседневной работы практикующих врачей всех специальностей первичного звена, основанную на доказательной медицине. Главный редактор данной базы данных — Илкка Куннамо.

## История
Информационная система поддержки врачебных решений была основана в 1987 году Финским медицинским обществом Duodecim. Спустя два года после создания, в 1989 году, была запущена её электронная версия.
Целью создания системы была необходимость обеспечения врачей общей практики в справочнике по диагностике и лечению значительного количества болезней в условиях роста новых научных данных для снижения числа врачебных ошибок. При создании системы было заложено два фундаментальных принципа. Первым является то что, клинические руководства основаны на данных доказательной медицине (подтверждённых результатах рандомизированных контролируемых испытаний) и вторым является непрерывный процесс обновления руководств, который предполагает 100 % пересмотр всех данных рекомендаций в течение каждого года. В разработке и обновлении рекомендаций участвовало 550 международно-признанных экспертов уровня доктора медицинских наук по 53 врачебным специализациям. Кроме этого, в процессе непрерывного совершенствования рекомендаций участвует более 2 тысяч финских практикующих врачей. На данный момент она используется большинством врачей в финской системе здравоохранения.
Мелани Яспер и Мансур Жумма в своей работе «Effective Healthcare Leadership» приводят EBMG в качестве успешного бизнес-проекта по «управлению стратегическими изменениями».

## Описание
EBMG включает в себя около 1 тысячи основных статей, посвящённых как симптомам, так и диагнозам, 1500 фотографий; десятки видеозаписей различных врачебных манипуляций в первичном звене; аудиозаписи шумов сердца и лёгких; изображения кардиограмм, рентгеновских снимков и снимков УЗИ. Вся информация ежегодно обновляется не менее чем на 20 %.
Впервые на английский язык база была переведена в 2000 году, а в 2005 году была опубликована в виде печатного издания. Из-за процесса обновления и переводов с одного языка на другой, различные языковые версии EBMG отличаются друг от друга. В общей сложности EBMG (помимо финского) переведён на восемь языков: английский, венгерский, итальянский, немецкий, турецкий, нидерландский, французский и эстонский. На данный момент EBMG используется в четырнадцати странах: Австрии, Бельгии, Великобритании, Германии, Дании, Индии, Италии, Канаде, России, США, Финляндии, Франции и Эстонии. EBMG единственный зарубежный продукт подобного рода, имеющий лицензию Национальной службы здравоохранения Великобритании.
В 2017 году EBMG был переведён на русский язык, адаптирован под российскую клиническую практику и нормативно-правовую базу и получил название «Алгом». Медицинским директором проекта является финский врач, член DUODECIM Валерия Данссон, а главным научным редактором — доктор медицинских наук, профессор Сеченовского университета Чавдар Павлов. Российская база данных доказательной медицины разрабатывается совместными усилиями Сеченовского университета, организацией «Кокрейн Россия», Центральной научной медицинской библиотеки и несколькими научно-исследовательскими институтами.